# Sant Llorenç d'Hortons
Sant Llorenç d'Hortons è un comune spagnolo di 1 758 abitanti situato nella comunità autonoma della Catalogna.